# 시에라 포폴루카어
시에라 포폴루카어(Sierra Popoluca)는 멕시코의 베라크루스주에서 쓰이는 미헤소케어족의 언어이다. 멕시코만 소케어군의 언어로서 약 28,194명의 화자가 있는 것으로 보고되고 있다.

## 문법

### 명사
명사의 경우 작은 수의 굴절 형태소를 지닌다. 즉, 동사에 비해서 더 적은 형태론적 변이들을 지닌다. 명사는 복수나 소유 형태로 표지될 수 있으나, 동사와 다르게 대개 기본 형태로 나타나는 경우가 대부분이다. 또한 복수 표지의 경우는 의무적으로 나타나지 않고, 또 복수성은 맥락에 의해서 결정되는 경우가 잦다. 

### 명사 부류
시에라 포폴루카어의 명사 부류들로는 어휘명사를 포함하여 인칭, 지시, 의문, 그리고 파생된 대명사들을 들 수 있다. 일반적으로 어휘명사들은 복수성과 소유형을 갖는다. 다수의 명사부류는 의미적으로 명사 부류로 분류되지만, 필수 소유 명사나 친족 어휘와 같은 경우는 형태통사론적으로도 정의된다.
명사는 일반적으로 Set-A(능격) 인칭 표지와 Set-B(절대격) 인칭 표지로 굴절된다. Set-A 전접어는 두 개의 기능을 갖는다. 하나는 타동사에 동사의 주어에 부가되는 일치표지로, 명사에는 명사의 소유어와 함께 쓰이는 인칭 표지로 사용된다.
절대격 전접어 표지는 명사성 서술어로 사용될 때 나타날 수 있다.
친족 어휘의 경우는 Set-A, Set-B, Set-C 전접어와 함께 굴절된다. Set-A 표지는 명사성 서술어의 주어를 나타내고, Set-B 접어는 명사의 소유자를 나타낸다. Set-C 전접어는 '국부적으로' 위치하고 두 가지 논항을 가리킬 때 사용된다.
명사 부류에서 복수 형태는 +tam, +yaj의 형태로 나타난다. tam은 사람을 나타내고, 대명사와 소유형태명사에서 발화 참여자(SAP)를 표지한다. 그러나 yaj는 그와 반대로 사람이 아니거나, SAP를 표지하지 않을 때 사용된다. 특히 친족 어휘 yoomo '여자', tziixi '어린이', '손자' 등은 tam에 의해서 표지된다. 그러나 chimpa '개', '돌', '꽃'과 같은 것은 yaj에 의해서 표지된다.
대명사의 경우에, SAP 일치 패턴에 의해서 +tam이 표지된다. 그러나 3인칭 yeʔ는 yaj에 의해서 표지된다.
또한 시에라 포폴루카어는 집단명사를 표지하는 접사도 갖고 있다. =ʔanhjoj라는 표지는 어떤 집단이나 클러스터를 나타내는 것으로서, 집합성 표지의 일종이다. 이 접사의 경우에 무정물, 유정물, 사람, 그리고 지리학적 영역에까지 다 사용될 수 있다.
명사를 파생시키는 접사들로는 -i(명사화 접사), -kuj(도구), -kɨʔɨwiny(복수 행위자) 등이 있다.
그 외에 동사 전성 파생 접미사 -ʔaH, -ʔɨʔy등이 존재한다.
-ʔaH는 명사(그리고 형용사)를 동사로 파생시키는 역할을 한다. 예를 들어 yuʔ는 yuʔaap으로 파생될 수 있다.

### 대명사
시에라 포폴루카어는 인칭대명사, 지시대명사, 관계 대명사, 의문형 대명사, 그리고 부정대명사 등이 존재한다.
1인칭 대명사는 ʔɨch, 2인칭 대명사는 mich, 3인칭 대명사는 yeʔ가 존재한다.

### 형용사 부류
시에라 포폴루카어의 형용사 부류는 명사구 안에서 명사를 수식하거나, 비-동사 구문의 서술어로 사용될 수 있다. 형용사 부류가 서술어로 사용될 때는 명사와 같은 패턴을 보이며, 동시에 인칭과 수 표지로 굴절한다. 명사와 똑같이, 형용사는 핵어 관계사절, 보조적 서술어로도 사용될 수 있다.
형용사들은 명사와 다르게 명사화 접사 -ʔaH를 사용한다. 또 동사와 다르게 -ʔaH를 제외하고는 상이나 태를 나타내는 굴절적 형태론적 표지를 지니지 않는다.
형용사부류는 차원, 나이, 색깔, 그리고 신체적 성질, 물리적 성질, 인간적 성질, 그리고 가치들을 포괄한다.
다음의 어휘들은 차원에 대한 것이다.
- chejche '얇은, 깨끗한, 간단한'
- noko '가까운'
- nyoko '짧은'
- wonh '짧은'
- xuutyu '작은'
- yagatz '긴'

'나이'에 대한 어휘들은 다음과 같다.
- joomi '새로운'
- maanyi '젊은, 초록의',
- tzaami '늙은(사람)'

'색깔'에 대한 어휘는 다음과 같다.
- chiʔi `brown, coffee color'
- meekuj `coffee color'
- pooja `grey, ash color'
- poopo `white'
- puʔuch `yellow'
- tzabatz `red'
- tzuus `green, blue'
- yɨk `black, brown'

많은 수의 형용사 어휘들은 다른 품사에서 도출된 것이거나, 또는 주로 스페인어에서 빌려온 것이지만, 60여개의 형용사 어근은 고유어에 이미 존재하는 것이다. 많은 수의 형용사들은 명사나, 동사나, 또는 형용사나, 또는 알려지지 않은 근원들의 중복된 어근들로 구성된다.
- ʔoʔmʔoʔm `smell/taste of smoked ʔoʔm `to smoke st.'
- earth/wood'
- maymay `content, happy'
- mujamuja `damp, wet' muj `to make wet'
- nyɨʔchiny1ɨchi `wrinkled'
- patapata `square'
- punpun `straight,
- smooth, slippery'

통사적인 관점에서, 시에라 포폴루카어는 명사 앞에 형용사를 둠으로써 명사를 수식한다.
만약에 형용사가 뒤에 오면, 형용사는 관계사화 +pɨk을 사용하고, 또 관계사절로 해석된다.
또 형용사는 다른 형용사를 수식할 수 있다.
형용사가 서술어로 쓰이는 경우도 있다. 형용사가 서술어로 쓰이는 경우에, 절대격 후접어가 붙는다. 일반적으로 주어 뒤에 사용된다.
비교를 위해서도 형용사가 사용되는데, 이런 경우 병치절의 형태로 사용된다. 또 스페인어에서 차용된 'nada mas'(no more, just, only, simply), 'maas'(more)가 사용되기도 한다.
일반적으로 형용사는 비동사 서술어나 명사를 수식하고, 그들과 같은 단위를 만들 수 있다.
또, 동사와 함께 공기하며 같은 단위로 기능할 수 있다.

### 수사
Sierra Popoluca의 수사는 세 종류가 있다.
하나는 =teen이고, 두 번째는 =naH, 세 번째는 =tɨk이다.
일반적으로 수사는 수사 어근과 수사 접사로 이루어진다. 수사 어근은 독립적으로 존재할 수 없다.
수사들은 일반적으로 명사에 선행한다. 일반적으로 수사들은 명사를 수식하는 지시사 앞에 존재한다.
또 수사는 비동사 서술어로 사용될 수 있다.
스페인어로부터 차용된 수사들도 있다. 1과 3의 경우는 시에라 포폴루카어의 고유 수사가 선호되지만, 4, 5의 경우는 스페인어가 더 선호되고, 6의 경우는 스페인어로만 사용된다.
스페인어로부터 차용된 수사들 역시 명사를 수식하고, NP의 핵어로 사용되고, 비-동사 서술어로도 사용된다. 또 ku+ 접두사에 의해서 활용된다.

### 동사 부류
시에라 포폴루카어의 동사 부류는 일반적으로 어근 그 자체로 나타나지 않는다. 일반적인 동사의 주형은 다음과 같다.
Inflectional Proclitics + Valency/Voice Proclitics + Verb Stem + Derivational/Class Adjusting/Inflectional Suffixes + Adverbial Enclitics
타동사의 경우 Set A 표지와 Set B 표지, 그리고 Set C 표지가 있다.이 표지들은 일반적으로 위계적 질서를 형성하며 나타난다. 예를 들어서, A와 O를 그 논항으로 갖는 동사가 있다고 한다면, 1인칭 A 만이 표지되는 경우가 있다.

### 관계절
Sierra Popoluca가 관계절을 만드는 전략은 두 가지가 있다. 하나는 관계사화 +pɨ(ʔ)k를 사용하거나 +ʔpV을 사용하는 것이다. 둘 다 관계사의 서술어에 붙는다.
한편, 다른 전략으로서는 관계대명사 tyiimɨ 'with which'를 사용하는 것이다.
일반적으로 +pɨʔk는 명사, 형용사, 그리고 비-동사 요소에 붙는 반면에 +pɨk는 완전히 굴절되는 동사에 붙는다.
- jeʔm ʔi+ri+ʔityaj mɨjtam+pɨʔk tɨk
- that 3ERG+ASSOC+be-PLU-CMP 3ABS+big+REL house

관계대명사 tyiimɨ는 대명사 tyiH에 장소후치사 mɨ가 결합한 것이다. 자동사의 주어나 타동사의 목적어의 경우 tyiimi에 의해서 관계사절이 구축된다.
ʔityum tyiimɨ ʔi+juʔyaʔpa
3ABS+be+CMP+ALR with.LOC1 3ERG+buy+BEN-INC
또 관계사절의 분포엔 접근성 위계가 작용한다. 즉, 관계사절 내에서 공지시하는 NP에 대해서, 다음과 같은 것이 성립한다.
- 주어> 직접 목적어> 간접목적어> 사격> 속격> 비교의 대상

-ʔpV는 동사에 붙는 관계사화이다. 일반적으로 -ʔpV에 의해 만들어진 관계사절은 명사나, 지시대명사나, 또는 관계대명사를 그 핵어로 삼거나, 핵어가 없을 수 있다.
또한 +pɨʔk는 어휘화된 표현을 형성한다. 예를 들어서 elder의 의미를 지니는 ʔaach는 piʔk와 결합해서 'big brother'의 의미를 지니거나, last의 의미를 지니는 ʔanh는 piʔk와 결합해서 'the last'의 의미를 지닌다. 한편, -ʔpV에 의해 관계사화된 표현 역시 어휘화를 겪는데, "선생"이라는 표현은 어근 yuj 'become accustomed to'에 관계사화 -ʔpV가 결합한 것이다. 이 때문에 +piʔk의 경우 과거에 (Elson 1947:209) 명사화 요소로 간주되었다.